# 메리 홉킨
메리 홉킨(영어: Mary Hopkin, 1950년 5월 3일~)은 웨일스의 싱어송라이터인데, 비틀즈가 세운 애플 레코드의 소속 가수였다. 대표곡으로 《Goodbye》, 《Those Were The Days》가 있는데 《Those were the days》라는 노래 작품은 선배 가수 샌디 쇼도 리메이크하였다.